# Päpstliche Katholische Universität von Peru
Die Päpstliche Katholische Universität von Peru (spanisch: Pontificia Universidad Católica del Perú, PUCP) ist eine Universität in Lima, Peru. Sie war die erste private Universität des Landes.

## Geschichte
Die Universität wurde am 18. März 1917 durch den Arnsteiner Pater Jorge Dintilhac als „Katholische Universität“ gegründet. Der Titel „Päpstliche Universität“ wurde der Hochschule 1942 verliehen.

### Ausbau der Fakultäten
Die ersten beiden Fakultäten waren die für Geisteswissenschaften (Letras) und Rechtswissenschaft (Jurisprudencia). Im Jahre 1933 kamen die Fakultäten für Ingenieurwissenschaften (Ingeniería) und für Politik- und Wirtschaftswissenschaften (Ciencias Políticas y Económicas) hinzu. In den folgenden Jahren wurden  weitere Institutionen gegründet, so z. B. 1935 ein Institut für Pädagogik, 1939 die durch Adolfo Winternitz aufgebaute Katholische Kunstakademie – aus der in den 1980er Jahren die Fakultät für Kunst hervorging – und 1945 die Schule für Journalismus. Im Jahr 1947 wurde die Fakultät für Bildung (Educación) gegründet, in der das Pädagogeninstitut aufging. In den 1950er Jahren kamen weitere Institute hinzu und im Jahre 1964 wurde die Fakultät für Sozialwissenschaften gegründet, die in den folgenden Jahrzehnten zusammen mit der politikwissenschaftlichen Fakultät einen über die Landesgrenzen hinaus beachteten Ruf vor allem durch prominente Lehrstuhlinhaber wie Gustavo Gutiérrez oder Salomón Lerner erlangte. Gutiérrez, der als Begründer der Befreiungstheologie gilt und die Institution stark prägte, lehrte seit 1960 Theologie, Philosophie und Sozialwissenschaften an der Universität und trat 1998 in den Dominikanerorden ein. 1998 wurde auch die Fakultät für Kommunikationswissenschaften (Ciencias y Artes de la Comunicación) gegründet und im Jahr 2002 die Fakultät für Architektur.

### Streit um die Aberkennung der päpstlichen Anerkennung ab 2012
Wegen eigenmächtiger Änderung der Statuten und Beeinträchtigung kirchlicher Interessen erkannte der Vatikan unter Federführung des Staatssekretariates unter Kardinalstaatssekretär Tarcisio Bertone der Universität im Juli 2012 den Titel „Päpstliche Katholische Universität“ ab. Vorausgegangen waren verschiedene Vermittlungsversuche, unter anderem im Rahmen einer Visitation durch den ungarischen Kardinal Péter Erdő als päpstlicher Legat. Der seit 2007 anhaltende Streit betraf Personalfragen, Lehrinhalte und die Verfügungsgewalt über das Immobilienvermögen der Hochschule sowie zuletzt eine vom Vatikan verlangte Anpassung der Hochschulstatuten an kirchliche Vorgaben. Protagonisten des Dauerstreits waren der von Amts wegen als Großkanzler der Universität amtierende Erzbischof von Lima, Juan Luis Cipriani Thorne, der dem Opus Dei angehört, und dem damaligen Rektor der Universität, dem Staatsrechtler und Menschenrechtsaktivisten Marcial Rubio. Rubio war Mitautor des 2003 veröffentlichten Abschlussberichts der peruanischen Wahrheitskommission über die bewaffneten Konflikte in Peru zwischen 1980 und 2000, in dem Cipriani erhebliche Versäumnisse in seiner Zeit als Erzbischof von Ayacucho während des Krieges unter Präsident Alberto Fujimori gegen die maoistische Guerrillabewegung Sendero Luminoso in den 1990er Jahren vorgeworfen wurden.
Die Universität führte den Titel trotz der Aberkennung zunächst weiter mit der Begründung, sie sei unter diesem Namen eine staatlich anerkannte peruanische Institution, die als bürgerlich-rechtliche Gesellschaft mit Sitz in Peru eingetragen sei und in ihrer Namensführung peruanischem und nicht kanonischem Recht unterliege. Kritik an der Aberkennung äußerte auch der damalige Präfekt der Glaubenskongregation, Gerhard Ludwig Müller, der die Ehrendoktorwürde der PUCP besitzt, mit Gustavo Gutiérrez befreundet ist und den Streit zu schlichten versuchte. Gutiérrez hält den seitens der PUCP maßgeblich von Marcial Rubio und Salomón Lerner erarbeiteten Abschlussbericht der Wahrheits- und Versöhnungskommission für eines der bedeutendsten Dokumente der peruanischen Geschichte.
Nach dem Amtsantritt von Papst Franziskus und der Entmachtung Kardinal Bertones ruhte der Streit mit dem Vatikan zunächst, während die institutionelle Auseinandersetzung zwischen Kardinal Cipriani und den Hochschulgremien 2013 vor den Interamerikanischen Gerichtshof für Menschenrechte gelangte. In den ab Juni 2015 geführten neuen Verhandlungen über den Status der Universität zeigte sich der Vatikan dann deutlich flexibler und akzeptierte die vom peruanischen Hochschulgesetz gewährleistete grundsätzliche Autonomie der Hochschule. Nach 14-monatigen Verhandlungen berief der Papst Juan Luis Cipriani von seinem Amt als Großkanzler ab, das nun von einem Vertreter der peruanischen Bischofskonferenz oder einem direkt vom Papst ernannten Vertreter der Kirche wahrgenommen und nicht mit den weitreichenden Befugnissen verbunden werden soll, die Cipriani für sich verlangt hatte (insbesondere das Recht zur Ernennung des Rektors und Entlassung von Lehrpersonal). Gleichzeitig billigte die Universität die von der Kirche verlangten Satzungsanpassungen und führt ihren Titel seither wieder mit päpstlicher Erlaubnis. Zu einer Abberufung des linksliberalen Rektors, die Cipriani seit 2011 gefordert hatte, kam es nicht. In dem Rechtsstreit zwischen der Universität und dem Erzbistum Lima um die Verwaltung der Immobilien der Hochschule erging 2017 ein letztinstanzliches Urteil des peruanischen Obersten Gerichtshofs, das die Position der Eigentümerstiftung der Universität bestätigte und Besitzansprüche der Kirche zurückwies. Im Juli 2019 gab der neue Erzbischof von Lima, Carlos Castillo Mattasoglio, bekannt, dass weitere Streitpunkte, die sich aus Vorgaben im Testament von José de la Riva Agüero, des Stifters des Universitätsvermögens, ergaben, durch eine außergerichtliche Einigung zwischen der Universität und dem Erzbistum Lima beigelegt worden seien.

## Großkanzler
Seit November 2016 übt der amtierende Präfekt der vatikanischen Bildungskongregation, der Italiener Giuseppe Kardinal Versaldi, das Amt des Großkanzlers der Päpstlichen Katholischen Universität von Peru aus.

## Fakultäten
Es gibt 10 Fakultäten:
- Fakultät für Verwaltung und Buchführung (Administración y Contabilidad)
- Fakultät für Kunst (Arte)
- Fakultät für Natur- und Ingenieurwissenschaften (Ciencias e Ingeniería)
- Fakultät für Sozialwissenschaften (Ciencias Sociales)
- Fakultät für Kommunikationswissenschaft (Ciencias y Artes de la Comunicación)
- Fakultät für Recht (Derecho)
- Fakultät für Bildung (Educación)
- Fakultät für Geisteswissenschaften und Humanwissenschaften (Letras y Ciencias Humanas)
- Fakultät für Architektur (Arquitectura y Urbanismo)
- Fakultät für Geschäftsführung (Gestión y Alta Dirección)

An diesen werden ca. 40 verschiedene Studiengänge angeboten.

## Professoren
- José Antonio Dammert Bellido (1917–2008), Rechtswissenschaftler, Bischof der peruanischen Diözese Cajamarca
- Salomón Lerner Febres (* 1944), Philosoph und Rechtswissenschaftler, von 1994 bis 2004 Rektor der Universität

## Ehrendoktoren
Zu den zahlreichen Ehrendoktoren der Universität zählen auch Joseph Ratzinger, der spätere Papst Benedikt XVI. (2005–2013), der 1986 als Präfekt der römischen Kongregation für die Glaubenslehre (1981–2005) die Ehrendoktorwürde erhielt, sowie Gerhard Ludwig Müller, der 2008 als Bischof von Regensburg mit dem Ehrendoktorat geehrt wurde und später ebenfalls Präfekt der Glaubenskongregation (2012–2017) war.